# Anders Sinclair
Anders Sinclair, född den 21 november 1614 i Skottland, död 1689 i Göteborg, var en svensk militär. Han var far till Carl Anders Sinclair.

## Biografi
Sinclair inkom till Sverige och blev 1635 musketerare vid Robert Stewarts regemente i svensk tjänst. Han blev korpral där 1637, sergeant 1640, fänrik 1643, fänrik vid Närkes och Värmlands regemente 1644, löjtnant vid Skaraborgs regemente 1647, kapten där 1655, major 1660 och överstelöjtnant 1674. Sinclair erhöll överbefälet i Marstrand 1675, blev kommendant i Kalmar 1676 och i Marstrand samma år. Han befordrades till överste och blev kommendant i Halmstad 1678. Sinclair blev naturaliserad svensk adelsman 1680 och introducerades samma år under nummer 965.